# Sexuell myndighetsålder
Sexuell myndighetsålder eller åldern för sexuellt självbestämmande syftar på åldern när en person får genomföra samlag och andra sexuella handlingar. Att ha sex med en person som inte uppnått sexuell myndighetsålder är att begå brott mot sexualbrottslagstiftningen. I Sverige är myndighetsåldern 15 år.

## Begreppet
Begreppet "lovlighet" eller "sexuell myndighetsålder" används inte i svenskspråkiga lagtexter och något formellt svenskt juridiskt uttryck som motsvarar "lovlig" finns inte heller eftersom det inte anses relevant för sexualbrottssammanhanget. På engelska används uttrycket age of consent ("samtyckesålder"), vilket syftar på en ålder då det bedöms att en ung människa har uppnått en sådan grad av mognad, att han eller hon kan ge ett juridiskt giltigt samtycke till samlag eller annan sexuell handling och antas kunna bedöma effekterna av detta val. 

## Olika lagar i olika länder
Åldersgränserna varierar mellan olika länder och områden, och med omständigheterna kring den sexuella handlingen. I vissa länder är alla sexuella handlingar utanför äktenskapet olagliga. I länder där detta inte är fallet kan ändå religiösa eller kulturella motiv förhindra sexuella handlingar utanför äktenskapets ram.

## De första lagarna
År 1275 reglerades den sexuella myndighetsåldern för första gången. Lagarna, som skrevs i England, var en del av lagstiftningen kring våldtäkt. Det begrepp som användes i lagen var "within age", och eftersom den lagliga åldern för giftermål var 12 år så var innebörden av lagen - enligt juristen sir Edward Coke - att den sexuella myndighetsåldern var just 12 år.

## Sexuell myndighetsålder världen över

Heterosexuell myndighetsålder världen över
– pubertet
– under 12
– 12
– 13
– 14
– 15
– 16
– 17
– 18
– 19
– 20
– 21+
– regionala olikheter inom landet
– måste vara gifta
– lag saknas
– uppgift saknas

Åldersgränsen, för när man anses sexuellt myndig, varierar mellan 9 år (Jemen, äktenskap krävs) och 20 år (Tunisien). Medianen tycks ligga mellan 14 och 16 år. I vissa länder är dessutom sex utanför äktenskapet förbjudet; där blir lägsta ålder för giftermål ett slags sexuell myndighetsålder. Sexuella handlingar utanför äktenskapet kan i dessa länder bestraffas mycket hårt oavsett ålder.
Det kan finnas olika gränser i samma land för pojkar och flickor eller för hetero- och homosexuella handlingar. Se lista över detta nedan. Straffrihet för sexuella handlingar där parterna är nära varandra i ålder och mognad förekommer. En högre åldersgräns finns ofta när barnet är i en beroendesituation, såsom till en förälder eller motsvarande.

### Sverige
Gränsen för att ge samtycke till samlag eller jämförbar sexuell handling är i Sverige 15 år. Denna åldersgräns infördes för flickor år 1864 och för pojkar år 1937. Om personen står under den andra partens fostran eller ett liknande förhållande råder, gäller den högre gränsen 18 år. Brott mot denna lagstiftning rubriceras som våldtäkt mot barn, eller i mindre allvarliga fall, sexuellt utnyttjande av barn.
Sexuella handlingar som inte är jämförbara med samlag är också förbjudna med personer under 15 år, men rubriceras då som sexuellt ofredande. Samlag med eget barn (inklusive adoptivbarn) eller dess avkomling är alltid straffbart, oavsett barnets ålder.
I Brottsbalken kap 6 § 14 finns en kompletterande regel om att den som är skyldig till bland annat sexuellt utnyttjande av barn "skall inte dömas till ansvar om det är uppenbart att gärningen inte inneburit något övergrepp mot barnet med hänsyn till den ringa skillnaden i ålder och utveckling mellan den som har begått gärningen och barnet samt omständigheterna i övrigt." Detta innebär att om en person precis över 15 år har en sexuell relation med en person precis under samma åldersgräns, kan domstolen välja att inte döma till ansvar om det efter en helhetsbedömning framstår som klart att inget övergrepp skett. Högsta domstolen har valt att tillämpa denna regel beträffande en 17-åring som hade sexuellt umgänge med en 14-åring.
Om båda parter är under 15 år finns ingen straffrättslig påföljd för någondera parten eftersom de inte är straffmyndiga. I vissa fall kan det dock leda till åtgärder från socialtjänsten, i enlighet med Socialtjänstlagen (SoL) eller Lagen om vård av unga (LVU) i särskilda fall. 
Lagtexten finns i Brottsbalkens sjätte kapitel, fjärde till tionde samt fjortonde paragraferna.

### Finland
Åldersgränsen i Finland är 16 år. I vissa fall är gränsen 18 år. Den högre gränsen gäller till exempel om barnet "i en skola eller annan inrättning står under gärningsmannens bestämmanderätt eller övervakning eller i något annat därmed jämförbart underordnat förhållande till gärningsmannen", om gärningsmannen är förälder eller motsvarande, eller (i vissa fall) om barnets "förmåga att självständigt besluta om sitt sexuella beteende" är väsentligt svagare än gärningsmannens på grund av barnets omognad samt åldersskillnaden mellan parterna.
Om parterna är nära varandra i ålder samt själslig och kroppslig mognad anses gärningen inte som sexuellt utnyttjande av barn.

### USA
I USA varierar sexuell myndighetsålder mellan olika delstater, som lägst är den 16 och som högst 18.
- 16 (31 delstater): Alabama, Alaska, Arkansas, Connecticut, District of Columbia, Georgia, Hawaii, Indiana, Iowa, Kansas, Kentucky, Maine, Maryland, Massachusetts, Michigan, Minnesota, Mississippi, Montana, Nevada, New Hampshire, New Jersey, North Carolina, Ohio, Oklahoma, Pennsylvania, Rhode Island, South Carolina, South Dakota, Vermont, Washington, West Virginia
- 17 (9 delstater): Colorado, Illinois, Louisiana, Missouri, Nebraska, New Mexico, New York, Texas, Wyoming
- 18 (11 delstater): Arizona, Kalifornien, Delaware, Florida, Idaho, North Dakota, Oregon, Tennessee, Utah, Virginia, Wisconsin

## Sexuell myndighetsålder i olika länder
Nedan följer en lista över vilka olika sexuella myndighetsåldrar som gäller i olika länder. Listan är ej fullständig.
Om fler än en ålder är angiven varierar åldern i landet beroende på region eller omständighet. Somliga länder har regionala lagar som har företräde före nationella lagar. I vissa länder är åldern lägre när bägge parter är omkring samma ålder. Där frågetecken (?) anges är informationen ofullständig eller otillgänglig. Ålder är i många länder oväsentlig om parterna redan ingått äktenskap.
I denna tabell räknas sex mellan man och kvinna som vaginal och/eller anal penetrering och mellan män som anal penetrering. I vissa länder kan andra åldrar gälla för andra sexuella aktiviteter.
| Land/delstat                                                            | Ålder (år)              | Ålder (år)           | Ålder (år)           |
| Land/delstat                                                            | man–kvinna              | man–man              | kvinna–kvinna        |
| ----------------------------------------------------------------------- | ----------------------- | -------------------- | -------------------- |
| Afghanistan                                                             | 18/gifta                | olagligt             | olagligt             |
| Albanien                                                                | 14                      | 14                   | 14                   |
| Algeriet                                                                | 16                      | olagligt             | olagligt             |
| Amerikanska Samoa                                                       | 15?                     | 15?                  | 15?                  |
| Andorra                                                                 | 16                      | 16                   | 16                   |
| Angola                                                                  | 12/15                   | olagligt             | olagligt             |
| Antigua och Barbuda                                                     | 16                      | 16                   | 16                   |
| Argentina                                                               | 13/16                   | 13/16                | 13/16                |
| Armenien                                                                | 16                      | 16                   | 16                   |
| Aruba                                                                   | 16                      | 16                   | 16                   |
| Australien Australian Capital Territory                                 | 16                      | 16                   | 16                   |
| Australien New South Wales                                              | 16                      | 16                   | 16                   |
| Australien Queensland                                                   | 16                      | 16                   | 16                   |
| Australien South Australia                                              | 17                      | 17                   | 17                   |
| Australien Tasmanien                                                    | 17                      | 17                   | 17                   |
| Australien Victoria                                                     | 16                      | 16                   | 16                   |
| Australien Western Australia                                            | 16                      | 16                   | 16                   |
| Azerbajdzjan                                                            | 16                      | 16                   | 16                   |
| Bahamas                                                                 | 16                      | 18                   | 18                   |
| Bahrain                                                                 | 16/gifta                | olagligt             | olagligt             |
| Bangladesh                                                              | ?                       | olagligt             | olagligt             |
| Barbados                                                                | 16                      | olagligt             | olagligt             |
| Belarus                                                                 | 16/18                   | 16                   | 16                   |
| Belgien                                                                 | 16                      | 16                   | 16                   |
| Belize                                                                  | 16                      | ?                    | ?                    |
| Benin                                                                   | ?                       | olagligt             | olagligt             |
| Bermuda                                                                 | 16                      | 18                   | 16                   |
| Bhutan                                                                  | 18                      | olagligt             | ?                    |
| Bolivia                                                                 | kvinnor: 14, män: 16    | ?                    | ?                    |
| Bosnien och Hercegovina                                                 | 16                      | 16                   | 16                   |
| Botswana                                                                | män: 14, kvinnor: 16    | olagligt             | ?                    |
| Brasilien                                                               | 14/18                   | 14/18                | 14/18                |
| Brunei                                                                  | 14/16                   | olagligt             | olagligt             |
| Bulgarien                                                               | 14                      | 14                   | 14                   |
| Burkina Faso                                                            | 13                      | 13                   | 13                   |
| Burma/Myanmar                                                           | ?                       | olagligt             | ?                    |
| Burundi                                                                 | 18                      | olagligt             | ?                    |
| Caymanöarna                                                             | ?                       | ?                    | ?                    |
| Centralafrikanska republiken                                            | ?                       | ?                    | ?                    |
| Chile                                                                   | 14                      | 14                   | 14                   |
| Colombia                                                                | 14                      | 14                   | 14                   |
| Cooköarna                                                               | 16                      | olagligt             | 16                   |
| Costa Rica                                                              | 15                      | 15                   | 15                   |
| Cypern                                                                  | 13/17                   | 17 (olagligt i norr) | 17 (olagligt i norr) |
| Danmark                                                                 | 15                      | 15                   | 15                   |
| Dominica                                                                | 16                      | ?                    | ?                    |
| Dominikanska republiken                                                 | 18                      | 18                   | 18                   |
| Ecuador                                                                 | 14                      | 14                   | 14                   |
| Egypten                                                                 | 18                      | olagligt             | 18                   |
| Ekvatorialguinea                                                        | ?                       | ?                    | ?                    |
| Elfenbenskusten                                                         | 15                      | 15                   | 15?                  |
| El Salvador                                                             | 18                      | ?                    | ?                    |
| Eritrea                                                                 | 18                      | olagligt             | olagligt             |
| Estland                                                                 | 14                      | 14                   | 14                   |
| Etiopien                                                                | 15                      | olagligt             | olagligt             |
| Falklandsöarna                                                          | 16                      | 16                   | 16                   |
| Fiji                                                                    | 16                      | 16 (ej officiellt)   | 16                   |
| Finland                                                                 | 16                      | 16                   | 16                   |
| Frankrike                                                               | 15                      | 15                   | 15                   |
| Franska Guyana                                                          | 15                      | 15                   | 15                   |
| Färöarna                                                                | 15                      | 15                   | 15                   |
| Georgien                                                                | 16                      | 16                   | 16                   |
| Iran Män kan ingå äktenskap från 18 års ålder Kvinnor från 16 års ålder | endast inom äktenskapet | olagligt             | olagligt             |
| Italien                                                                 | 14                      | 14                   | 14                   |
| Japan                                                                   | 16                      | 16                   | 16                   |
| Kambodja (Kampuchea)                                                    | 16                      | ?                    | ?                    |
| Kambodja                                                                | 16                      | ?                    | ?                    |
| Kamerun                                                                 | endast inom äktenskapet | olagligt             | ?                    |
| Kanada                                                                  | 14/16                   | 16                   | 14                   |
| Kap Verde                                                               | ?                       | ?                    | ?                    |
| Kina                                                                    | 14                      | 14                   | 14                   |
| Kina Hongkong                                                           | 16                      | 16                   | 16                   |
| Kina Macao                                                              | 16/17                   | ?                    | ?                    |
| Kongo-Brazzaville                                                       | endast inom äktenskapet | olagligt             | olagligt             |
| Kongo-Kinshasa                                                          | endast inom äktenskapet | olagligt             | olagligt             |
| Kroatien                                                                | 14                      | 14                   | 14                   |
| Kuba                                                                    | 16                      | 16                   | 16                   |
| Lettland                                                                | 14                      | 14                   | 14                   |
| Madagaskar                                                              | 14                      | ?                    | ?                    |
| Mexiko                                                                  | 18                      | 18                   | 18                   |
| Nederländerna                                                           | 14                      | 14                   | 14                   |
| Nederländska Antillerna                                                 | 16                      | 16                   | 16                   |
| Nordmakedonien                                                          | 16                      | 16                   | 16                   |
| Norge                                                                   | 16                      | 16                   | 16                   |
| Saudiarabien Båda könen kan ingå äktenskap från 18 års ålder            | endast inom äktenskapet | olagligt             | olagligt             |
| Spanien                                                                 | 16                      | 16                   | 16                   |
| Storbritannien                                                          | 16                      | 16                   | 16                   |
| Sverige                                                                 | 15                      | 15                   | 15                   |
| Tahiti                                                                  | 16                      | 16                   | 16                   |
| Taiwan                                                                  | 16                      | 16                   | 16                   |
| Tchad                                                                   | ?                       | 21                   | 21                   |
| Tjeckien                                                                | 15                      | 15                   | 15                   |
| Tjetjenien                                                              | ?                       | ?                    | ?                    |
| Tyskland                                                                | 14/16                   | 14/16                | 14/16                |
| USA Alabama                                                             | 16                      | 16                   | 16                   |
| USA Alaska                                                              | 16                      | 16                   | 16                   |
| USA Arizona                                                             | 18                      | 18                   | 18                   |
| USA Arkansas                                                            | 16                      | 16                   | 16                   |
| USA Colorado                                                            | 17                      | 17                   | 17                   |
| USA Connecticut                                                         | 16                      | 16                   | 16                   |
| USA Delaware                                                            | 18                      | 18                   | 18                   |
| USA Florida                                                             | 18                      | 18                   | 18                   |
| USA Georgia                                                             | 16                      | 16                   | 16                   |
| USA Hawaii                                                              | 16                      | 16                   | 16                   |
| USA Idaho                                                               | 18                      | 18                   | 18                   |
| USA Illinois                                                            | 17                      | 17                   | 17                   |
| USA Indiana                                                             | 16                      | 16                   | 16                   |
| USA Iowa                                                                | 16                      | 16                   | 16                   |
| USA Kalifornien                                                         | 18                      | 18                   | 18                   |
| USA Kansas                                                              | 16                      | 16                   | 16                   |
| USA Kentucky                                                            | 16                      | 16                   | 16                   |
| USA Louisiana                                                           | 17                      | 17                   | 17                   |
| USA Maine                                                               | 16                      | 16                   | 16                   |
| USA Maryland                                                            | 16                      | 16                   | 16                   |
| USA Massachusetts                                                       | 16                      | 16                   | 16                   |
| USA Michigan                                                            | 16                      | 16                   | 16                   |
| USA Minnesota                                                           | 16                      | 16                   | 16                   |
| USA Mississippi                                                         | 16                      | 16                   | 16                   |
| USA Missouri                                                            | 17                      | 17                   | 17                   |
| USA Montana                                                             | 18                      | 18                   | 18                   |
| USA Nebraska                                                            | 17                      | 17                   | 17                   |
| USA Nevada                                                              | 16                      | 16                   | 16                   |
| USA New Hampshire                                                       | 16                      | 16                   | 16                   |
| USA New Jersey                                                          | 16                      | 16                   | 16                   |
| USA New Mexico                                                          | 17                      | 17                   | 17                   |
| USA New York                                                            | 17                      | 17                   | 17                   |
| USA North Carolina                                                      | 16                      | 16                   | 16                   |
| USA North Dakota                                                        | 18                      | 18                   | 18                   |
| USA Ohio                                                                | 16                      | 16                   | 16                   |
| USA Oklahoma                                                            | 16                      | 16                   | 16                   |
| USA Oregon                                                              | 18                      | 18                   | 18                   |
| USA Pennsylvania                                                        | 16                      | 16                   | 16                   |
| USA Rhode Island                                                        | 16                      | 16                   | 16                   |
| USA South Carolina                                                      | 16                      | 16                   | 16                   |
| USA South Dakota                                                        | 16                      | 16                   | 16                   |
| USA Tennessee                                                           | 18                      | 18                   | 18                   |
| USA Texas                                                               | 17                      | 17                   | 17                   |
| USA Utah                                                                | 18                      | 18                   | 18                   |
| USA Vermont                                                             | 16                      | 16                   | 16                   |
| USA Virginia                                                            | 18                      | 18                   | 18                   |
| USA Washington                                                          | 18                      | 18                   | 18                   |
| USA West Virginia                                                       | 16                      | 16                   | 16                   |
| USA Wisconsin                                                           | 18                      | 18                   | 18                   |
| USA Wyoming                                                             | 18                      | 18                   | 18                   |
| Österrike                                                               | 14/16                   | 14/16                | 14/16                |
|                                                                         |                         |                      |                      |
| Medelålder*                                                             | 16                      | 16                   | 16                   |

* Endast länder där tillåten ålder är angiven är medräknade i medelvärdet.